# Вольський Ігор Григорович
І́гор Григо́рович Во́льський — капітан МВС України, учасник російсько-української війни.

## З життєпису
Командир батальйону міліції особливого призначення «Львів».
В другій половині дня 10 лютого 2015 року під Логвиновим потрапили у засідку та були поранені начальник львівської обласної міліції Дмитро Загарія й командир батальйону спеціального призначення МВС «Львів» Ігор Вольский. Від вибуху фугасу загинув Дмитро Терновий — начальник УВБ на Львівській залізниці. Офіцери кілька годин тримали оборону та зуміли з боєм прорватися назустріч підоспілій підмозі — бійці спецбатальйону «Львів» та підрозділ Нацгвардії провели 3 бойових рейди для порятунку, з третьої спроби група із 8 бійців батальйону «Львів» на чолі з командиром роти — за підтримки ЗСУ — деблокували офіцерів .

## Нагороди
За особисту мужність і героїзм, виявлені у захисті державного суверенітету та територіальної цілісності України, вірність військовій присязі нагороджений
- орденом «За мужність» III ступеня (19.12.2014)